# Николай Бошев
Николай Спасов Бошев (1964 – 2010) е български изкуствовед, изследовател на българското скулптурно изкуство на ХХ век.
Завършил е Националната художествена академия, доктор по изкуствознание. Член е на ИИИ-БАН, Съюза на българските художници и Съюза на учените в България, уредник в Къща музей „Иван Лазаров“ към Националната художествена галерия и в Ателие-колекция „Светлин Русев“. Дисертацията му е посветена на творчеството на Андрей Николов.

## Публикации
- Николай Бошев, Иван Лазаров скулпторът, София: БАН, 2007.
- Николай Бошев, „Скулпторът Кирил Шиваров“, в-к „Култура“, бр. 25 (2034), 26 юни 1998 г.
- Николай Бошев, „Кой е Андрей Николов?“ Архив на оригинала от 2008-12-05 в Wayback Machine., сайт на Червената къща в София
- Николай Бошев, „Мечтата в дух и материя: Изложба на Андрей Николов в НХГ (13 януари – 12 март 2000)“, в-к „Култура“, бр. 3, 28 януари 2000 г.